# Фролов, Илья Степанович
Илья Степанович Фролов (1808—1879) — генерал-адъютант, генерал от инфантерии, сенатор.

## Биография
Родился 20 июля (1 августа) 1808 года. Образование получил в пансионе при Царскосельском лицее (1825; офицер гвардии, золотая медаль). В военную службу вступил 7 января 1826 года в Гвардейский Генеральный штаб.
В 1828—1829 годах принимал участие в кампании против Турции и был награждён орденом Св. Анны 4-й степени. В 1831 году сражался в Польше с повстанцами и 22 августа был удостоен золотой шпаги с надписью «За храбрость». Также он получил ордена: Св. Анны 3-й степени с бантом, Св. Владимира 4-й степени с бантом и польский знак отличия за военное достоинство (Virtuti Militari) 4-й степени.
Будучи капитаном, 4 сентября 1834 года он был назначен флигель-адъютантом.
В 1839 году произведён в полковники и был назначен обер-квартирмейстером Гвардейского резервного кавалерийского корпуса, с 1842 года был обер-квартирмейстером Отдельного гвардейского корпуса, а через два года назначен начальником штаба 3-го пехотного корпуса.
С 6 декабря 1847 года — генерал-майор. В 1849 году совершил поход в Венгрию, за что 5 сентября ему была пожалована золотая шпага с надписью «За храбрость» и алмазными украшениями; 19 мая 1850 года зачислен в Свиту Его Императорского Величества; 11 апреля 1854 года назначен генерал-адъютантом.
Во время Восточной войны состоял в войсках, назначенных на охрану побережья Балтийского моря, причём в конце кампании получил назначение в Крым генерал-квартирмейстером Действующей армии; 26 августа 1856 года получил чин генерал-лейтенанта.
В 1863 году он был назначен помощником командующего войсками Виленского военного округа, а 18 января 1864 года ему было повелено присутствовать в Межевом департаменте Сената, с оставлением в звании генерал-адъютанта и в Генеральном штабе. С 7 мая 1864 года он присутствовал в департаменте Герольдии, а с 1 января 1865 года — вновь в Межевом департаменте; 30 августа 1869 года был произведён в генералы от инфантерии.
Скончался 17 (29) августа 1879 года, из списков исключён умершим 6 октября.
Жена — Екатерина Дмитриевна (1818—15.07.1846), умерла от чахотки и была похоронена на малом кладбище при католической церкви в Эмсте.

## Награды
Среди прочих наград Фролов имел российские ордена:
- Орден Святой Анны 4-й степени (1829)
- Золотая шпага с надписью «За храбрость» (22.08.1831)
- Орден Святой Анны 3-й степени с бантом (1831)
- Орден Святого Владимира 4-й степени с бантом (1831)
- Польский знак отличия за военное достоинство (Virtuti Militari) 4-й степени (1831)
- Орден Святого Владимира 3-й степени (1843)
- Орден Святого Георгия 4-й степени (12.01.1846, за беспорочную выслугу 25 лет в офицерских чинах, № 7390 по кавалерскому списку Григоровича — Степанова)
- Орден Святого Станислава 1-й степени (1849)
- Золотая шпага с надписью «За храбрость» и алмазными украшениями (05.09.1849)
- Орден Святой Анны 1-й степени (17.10.1851, императорская корона к этому ордену — 28.01.1854)
- Орден Святого Владимира 2-й степени с мечами (1863)

Иностранные ордена:
- Гессен-Дармштадтский орден Людвига — крест командора 1-го класса (1843)
- Прусский орден Святого Иоанна Иерусалимского (1843)
- Австрийский орден Леопольда — командорский крест (1850)
- Австрийский орден Железной короны 1-го класса (1853)
- Прусский орден Красного орла 2-го класса (1853)